# Ingo Meyer (Literaturwissenschaftler)
Ingo Meyer (* 1968) ist ein deutscher Literaturwissenschaftler und Redakteur.

## Leben
Meyer studierte Literaturwissenschaft, Soziologie, Geschichte und Philosophie in Bielefeld, Berlin, Bochum und Bonn. 2004 wurde er an der Universität Bielefeld mit der Dissertation Im ‚Banne der Wirklichkeit‘? Studien zum Problem des deutschen Realismus und seinen narrativ-symbolistischen Strategien promoviert.
Meyer habilitierte sich 2015 mit einer Arbeit über Georg Simmels Ästhetik in Bielefeld. Er veröffentlicht regelmäßig Beiträge in der Zeitschrift Merkur und in der Georg Simmel Gesellschaft (Simmel Studies). Meyer ist Privatdozent für Neuere Germanistik und Allgemeine Literaturwissenschaft an der Universität Bielefeld.
Ingo Meyer sieht den deutschen Roman der Gegenwart in einer unnötigen, doch selbsterzeugten Krise. 2014 beklagte er, dass insbesondere seit der Jahrtausendwende die Form der meisten der literarischen Werke in Deutschland „schwabbelig“ geworden sei.

## Werke (Auswahl)
- Georg Simmel, Jenseits der Schönheit. Schriften zur Ästhetik und Kunstphilosophie (Herausgeber), Suhrkamp, Frankfurt am Main, ISBN 978-3518294741, 2008.
- Im Banne der Wirklichkeit? Studien zum Problem des deutschen Realismus und seinen narrativ-symbolistischen Strategien, Königshausen & Neumann, Würzburg, ISBN 978-3826042126, 2009.
- Frank Zappa, Reclam-Verlag, Stuttgart, ISBN 978-3150188118, 2010.
- Georg Simmels große ‘Soziologie’. Eine kritische Sichtung nach hundert Jahren, (Mitherausgeber), Transcript, Bielefeld, ISBN 978-3837618778, 2011.
- Das Brot mit der Feile. Zum Auftakt von Christian Geisslers Trilogie des Widerstands und ihrer Romanpoetik. Nachwort in: Christian Geissler: Das Brot mit der Feile. Verbrecher Verlag, Berlin, ISBN 978-3-95732-201-2, 2016, S. 485–543.
- Georg Simmels Ästhetik. Autonomiepostulat und soziologische Referenz, Velbrück Wissenschaft, Weilerswist, ISBN 978-3-95832-099-4, 2017.